# 山田也
山田 也（やまだ なり、1月26日 - ）は、日本の漫画家。主に集英社の『マーガレット』や『YOU』などで執筆している。近年の少女漫画誌では数少ない男性作家である。

## 作品一覧
- そして君に囁く（全1巻）
- Tears―やさしさに伝えて（全2巻）
- A組で会おう（全3巻）
- カゲキに純情派（全2巻）
- 元気にいきましょう!（全2巻）
- キッシ〜ズ（全16巻、マーガレット、文庫版全10巻）
- 僕らの飼い方教えます（全6巻、マーガレット）
- 東京ウララ（全5巻、マーガレット）
- SPARK!（全2巻、マーガレット）
- 愛の新大陸（マーガレット）
- キッシ〜ズ・キッズ（マーガレット）
- ヤ・ク・ソ・ク（原作：関根敏夫、YOU、テレビドラマのコミカライズ）
- 203号室の尽子さん（全3巻、ミステリーボニータ）
- 純愛（全3巻、原作：稲森遥香、ケータイ小説のコミカライズ）
- クロボシ（既刊1巻、ビジネスジャンプ）